# Virtual Workspace
I Virtual Workspace rappresentano l'evoluzione delle soluzioni aziendali di collaborazione tradizionalmente identificate nelle Intranet e nei Web Portal.
L'evoluzione è caratterizzata sia dal punto di vista tecnologico ma anche, e soprattutto, nel modo in cui attraverso l'ICT (Information and Communication Technology) si possono ottimizzare i processi organizzativi a supporto della strategia di business. I Virtual Workspace favoriscono i cambiamenti e la riconfigurazione degli assetti interni all'azienda stimolando l'innovazione diffusa e la collaborazione fra persone e funzioni.
Da uno studio compiuto dall'Osservatorio del Politecnico di Milano su oltre 110 casi aziendali reali emerge una realtà che vede il superamento degli schemi tradizionali, Intranet e Company Portal, attraverso la convergenza tra queste piattaforme ed i sistemi informativi di base (Fonte: Politecnico di Milano, Rapporto 2006 Osservatorio sulle Intranet ed i sistemi informativi "Oltre le Intranet e i Portali: l'emergere dei Virtual Workspace"). Attraverso questo processo evolutivo si superano i limiti e si costituiscono ambienti di lavoro sempre più integrati e personalizzati; veri e propri spazi di lavoro in cui ognuno accede a tutto ciò che gli serve per lavorare, apprendere e interagire.
All'Osservatorio Permanente sulle Intranet ed i nuovi Sistemi Informativi partecipano anche importanti player del panorama ICT.
La realtà odierna mostra comunque un divario ancora pesante tra quelli che possono considerarsi casi d'eccellenza, con un trend innovativo molto incoraggiante, ed il ritardo con cui una larga fetta del campione analizzato dall'Osservatorio affronta il processo di cambiamento tecnologico.
Non è tutto semplice quindi, è ancora un'alternanza di luci ed ombre, di concrete difficoltà a ripensare e tradurre in cambiamento i processi aziendali, l'integrazione tecnologica, la facilità di accesso e condivisione dei dati e delle informazioni prodotte.
L'evoluzione è condizionata dal dover riconsiderare il ruolo che asset come i sistemi informativi devono assumere che da reattivi devono evolvere in proattivi; le Risorse umane e le Funzioni di Comunicazione devono essere consapevoli delle opportunità che la tecnologia può dare loro come leva strategica nel riconfigurare servizi e relazioni.
Il management di front end deve sviluppare capacità di lettura integrata su come questa evoluzione tecnologica, rappresentata dai Virtual Workspace, si integra con la strategia di lungo periodo del proprio business.

## Piattaforme web based esistenti
Si segnalano a puro titolo esemplificativo:
- EzPublish (EZ System - http://ez.no)
- Plone (http://plone.org - http://plone.it)
- GO!!! Sistemi Integrati (Netbuilder)
- Microsoft SharePoint (Microsoft)
- Enterprise Solutions e Business Integration (Opra21)
- MySap, SAP NetWeaver (SAP AG)
- Intellimaker (Intellimaker S.r.l.)
- IBM On Demand Workplace Solution (IBM)
- Business Process Management (Tibco)
- UbiMessaging (Ubiquity)
- NetPlanner (Businessware)
- SolutionDOC (2C SOLUTION SRL - http://www.solutiondoc.eu Archiviato il 21 giugno 2010 in Internet Archive.)